# Dołuje
Dołuje (niem. Neuenkirchen) – wieś w północno-zachodniej Polsce, w województwie zachodniopomorskim, w powiecie polickim, w gminie Dobra (Szczecińska), położona na planie dobrze zachowanej owalnicy. 
W latach 1945–1954 siedziba gminy Dołuje. Przed oficjalnym wprowadzeniem nazwy Dołuje na mocy rozporządzenia rządowego z dnia 15 marca 1947 roku pierwszymi, tymczasowymi nazwami powojennymi były Daluje oraz Kościelec.
Według danych urzędu gminy z 30 czerwca 2008 wieś miała 698 mieszkańców
Sołectwo Dołuje obejmuje wieś Dołuje oraz wieś Kościno.
W 2007 r. na miejscu dawnego, średniowiecznego kościoła rozpoczęto budowę nowej świątyni pod wezwaniem Chrystusa Króla Wszechświata. W 2017 budowla została poświęcona przez ks. abp. Andrzeja Dzięgę.
W 2020 r., w południowej części Dołuj, na terenie dawnego cmentarza ewangelickiego utworzono lapidarium.

## Geografia
Miejscowość położona na Wzniesieniach Szczecińskich w odległości ok. 10 km od centrum Szczecina.
Przez wieś przebiega droga krajowa nr 10 prowadząca do byłego, towarowo-osobowego przejścia granicznego z Niemcami – Przejścia granicznego Lubieszyn-Linken. Granica państwa przebiega w odległości 4 kilometrów.
Przebiegają tu drogi asfaltowe. Istnieje transport w postaci szczecińskiej komunikacji miejskiej - linie 222, 223 oraz 226. We wsi funkcjonuje Szkoła Podstawowa, punkt przedszkolny, świetlica środowiskowa, urząd pocztowy, ośrodek zdrowia, punkt apteczny oraz kościół.
Obecnie następuje intensywna rozbudowa Dołuj ze względu na rozwijające się budownictwo jednorodzinne.
W lesie obok Dołuj jest wysychające Jezioro Kościńskie.

## Historia
Przynależność administracyjna:
- 1815–1866: Związek Niemiecki, Królestwo Prus, prowincja Pomorze
- 1866–1871: Związek Północnoniemiecki, Królestwo Prus, prowincja Pomorze
- 1871–1918: Cesarstwo Niemieckie, Królestwo Prus, prowincja Pomorze
- 1919–1933: Rzesza Niemiecka (Republika Weimarska), kraj związkowy Prusy, prowincja Pomorze
- 1933–1945: III Rzesza, prowincja Pomorze
- 1945–1975: Polska, województwo szczecińskie, gmina Dołuje (do 1954)
- 1975 – 1998: Polska, województwo szczecińskie
- 1999 – teraz: Polska, województwo zachodniopomorskie, powiat policki, gmina Dobra (Szczecińska)